# Станишева къща
Станишевата къща e известна архитектурна постройка в центъра на София. Обявена е за паметник на културата с местно значение в „Държавен вестник“, брой 40 от 1978 година (№ 274).

## Местоположение
Сградата е на адрес булевард „Евлоги и Христо Георгиеви“ № 101.

## История
Емблематичната софийска сграда е построена от доктор Александър Станишев от южномакедонския град Кукуш. След Деветосептемврийския преврат в 1944 година и екзекуцията на доктор Станишев от така наречения Народен съд, сградата е национализирана. Днес там е разположен Иранският културен център.
Къщата излъчва достойнство и класицизъм. На фасадата доминират четири канелюрени колони. В началото на XXI век е издигната ограда с персийски бикове и мозайки.